# جيل دياز
جيل دياز (28 سبتمبر 1996 بجافانها دا نازاري في البرتغال - ) هو لاعب كرة قدم برتغالي في مركز الوسط. شارك مع منتخب البرتغال تحت 18 سنة لكرة القدم ومنتخب البرتغال تحت 19 سنة لكرة القدم ومنتخب البرتغال تحت 20 سنة لكرة القدم. أما مع النوادي، فقد لعب مع نادي فارزيم ونادي موناكو.

## روابط خارجية
- جيل دياز على موقع الاتحاد الأوربي (الإنجليزية)
- جيل دياز على موقع قاعدة بيانات كرة القدم.إي يو (الإنجليزية)
- جيل دياز على موقع ليكيب (الفرنسية)
- جيل دياز على موقع Soccerway.com (الإنجليزية)
- جيل دياز على موقع عالم كرة القدم.نت (الإنجليزية)
- جيل دياز على موقع AS.com (الإسبانية)